# Régime politique de la Turquie
 (juin 2022).
La mise en forme du texte ne suit pas les recommandations de Wikipédia : il faut le « wikifier ».
Les points d'amélioration suivants sont les cas les plus fréquents. Le détail des points à revoir est peut-être précisé sur la page de discussion.
- Les titres sont pré-formatés par le logiciel. Ils ne sont ni en capitales, ni en gras.
- Le texte ne doit pas être écrit en capitales (les noms de famille non plus), ni en gras, ni en italique, ni en « petit »…
- Le gras n'est utilisé que pour surligner le titre de l'article dans l'introduction, une seule fois.
- L'italique est rarement utilisé : mots en langue étrangère, titres d'œuvres, noms de bateaux, etc.
- Les citations ne sont pas en italique mais en corps de texte normal. Elles sont entourées par des guillemets français : « et ».
- Les listes à puces sont à éviter, des paragraphes rédigés étant largement préférés. Les tableaux sont à réserver à la présentation de données structurées (résultats, etc.).
- Les appels de note de bas de page (petits chiffres en exposant, introduits par l'outil «  Source ») sont à placer entre la fin de phrase et le point final[comme ça].
- Les liens internes (vers d'autres articles de Wikipédia) sont à choisir avec parcimonie. Créez des liens vers des articles approfondissant le sujet. Les termes génériques sans rapport avec le sujet sont à éviter, ainsi que les répétitions de liens vers un même terme.
- Les liens externes sont à placer uniquement dans une section « Liens externes », à la fin de l'article. Ces liens sont à choisir avec parcimonie suivant les règles définies. Si un lien sert de source à l'article, son insertion dans le texte est à faire par les notes de bas de page.
- La présentation des références doit suivre les conventions bibliographiques. Il est recommandé d'utiliser les modèles {{Ouvrage}}, {{Chapitre}}, {{Article}}, {{Lien web}} et/ou {{Bibliographie}}. Le mode d'édition visuel peut mettre en forme automatiquement les références.
- Insérer une infobox (cadre d'informations à droite) n'est pas obligatoire pour parachever la mise en page.

Pour une aide détaillée, merci de consulter Aide:Wikification.
Si vous pensez que ces points ont été résolus, vous pouvez retirer ce bandeau et améliorer la mise en forme d'un autre article.
Le régime politique de la Turquie se présente comme étant un régime démocratique. Néanmoins, The Economist Group et d’autres observateurs internationaux classent le pays comme un régime hybride.

## Constitution originellement rédigée par la junte militaire de 1980
La Constitution en vigueur en Turquie a été rédigée par la junte militaire de 1980 à 1983. Elle a été amendée à de nombreuses reprises, et notamment en 2007 où des dispositions ont fait glisser la Turquie d'un régime parlementaire à un régime plus proche d'un régime présidentiel. D'importantes modifications améliorant le respect des droits de l'homme ont été apportées lors de la révision de 2010. Toutefois, après plus d'une décennie au pouvoir, l'AKP, qui dispose d'une majorité confortable au Parlement, n'a pas apporté les modifications nécessaires au code pénal turc afin de garantir à ses citoyens une réelle liberté de penser et de manifester, malgré quelques réformes à la marge. Ainsi, en 2012, la Turquie représente :
- 24 % des condamnations prononcées par la Cour européenne des droits de l'homme pour atteinte à la « Liberté d'expression »[3]
- 50 % des condamnations prononcées par la Cour européenne des droits de l'homme pour atteinte à la « Liberté de pensée, de conscience et de religion »[3]
- 46 % des condamnations prononcées par la Cour européenne des droits de l'homme pour atteinte à la « Liberté de réunion et d'association »[3]
- 31 % des condamnations prononcées par la Cour européenne des droits de l'homme pour atteinte au « Droit à la vie ou atteinte à la vie »[3]

Selon Amnesty International, « la répression du mouvement de protestation du parc Gezi a donné lieu à des violations des droits humains à très grande échelle. Le droit de se réunir pacifiquement a été systématiquement bafoué et les violations du droit à la vie, à la liberté et à ne pas être torturé et maltraité ont été nombreuses».

## Synthèse des évaluations du régime politique de la Turquie
Les rapports des organismes dont la Turquie est membre ou non relèvent une détérioration des libertés des médias et de la liberté d'expression, s'inquiètent de la tendance autoritaire du pouvoir politique à travers la mise en examen de politiciens et de journalistes et craignent que les arrestations et longues détentions provisoires soient utilisées comme une forme d'intimidation de l'opposition.

Parmi les articles du Code Pénal Turc mis en cause, on retrouve:
- la loi anti-terreur de la Turquie (également connu sous le nom Terörle Mücadele Yasası, TMY), articles 5 et 7 relatifs aux articles du Code pénal,
- article 314 du Code pénal de la Turquie (aussi connu comme Türk Ceza Kanunu, TCK), portant sur l'organisation, le commandement ou la participation à une organisation armée,
- article 301 du Code pénal turc définissant « l'insulte » à la « nation turque »,
- article 216 du Code pénal turc définissant « l'incitation à la haine religieuse »[5],
- article 305 du Code pénal turc qui condamne les personnes ayant une pensée différente par rapport à aux versions officielles, notamment sur le génocide arménien.

Le même type de reproche est formulé lors de la révision constitutionnelle de mai 2016 supprimant l'immunité parlementaire.
Le gouvernement turc utilise cette batterie de loi pour étouffer toute forme de manifestation ou d'opposition à sa politique et la grande majorité des rassemblements ou manifestations pacifiques dégénèrent à la suite de l'intervention brutale des forces de l'ordre.
À titre de comparaison, en 2011, selon The Economist Group, l'Indice de démocratie de la Turquie est de 5,73: au niveau mondial, la Turquie est classée 88e et appartient au groupe de pays dotés d'un régime politique dit « hybride ». La performance démocratique de la Turquie est inférieure à celle de la Norvège (9,8 points), de la France (7,7 points), de la Pologne (7,12 points), de l'Indonésie (6,53 points), du Mali (6,36 points), de la Namibie (6,24 points), de la Zambie (6,19 points), du Ghana (6,02 points), du Bangladesh (5,86 points) et du Malawi (5,84 points).

## L'AKP et l'Union européenne: nouveaux freins à la démocratisation du pays
La Turquie a officiellement entamé ses négociations d’adhésion à l’Union européenne en octobre 2005. Le Conseil européen de Copenhague précise que l'adhésion d'un nouveau pays est soumise à des conditions préalables dont la mise en place d'« institutions stables garantissant l'État de droit, la démocratie, les droits de l'homme, le respect des minorités et leur protection ». De nombreux chapitres sont ouverts mais ceux concernant les libertés fondamentales et la justice ne sont pas à l'ordre du jour:
- Le chapitre 23 « Pouvoir judiciaire et droits fondamentaux » est bloqué par Chypre[8]
- Le chapitre 24 « Justice, liberté et sécurité » est bloqué par Chypre, l'Allemagne et la Grèce[8]

Selon Stefan Füle, «compte tenu de sa situation stratégique et de son grand potentiel dans les domaines de l'économie et de la diplomatie, l'Europe a besoin d'une Turquie stable, prospère et démocratique».
Par ailleurs, après plus de 10 ans de pouvoir, l'AKP n'a pas tenu sa promesse de 2002, à savoir de renommer les « Critères de Copenhague » (« Critères d'Ankara ») pour poursuivre la démocratisation du pays en cas de blocage européen. Des réformes judiciaires appelés « paquets démocratiques ou ouvertures démocratiques » pour l'ensemble des citoyens turcs, les Kurdes, les alevi, les caferi, les Roms, les Grecs orthodoxes, les Arméniens... ont certes été entamées mais elles ne répondent pas aux standards européens ou n'ont tout simplement pas abouti remettant en cause la sincérité des intentions du gouvernement. Au terme de sa lutte justifiée contre l'omniprésence de l'armée dans la sphère politique, l'AKP s'est débarrassé de tout contre-pouvoir et a mis en place un système clanique s'octroyant les marchés juteux et étouffant les affaires compromettantes (comme l'affaire Deniz Feneri ou le détournement de fonds caritatifs religieux au profit d’un mouvement politique et l'affaire Uludere ou la bavure de l'armée ayant couté la vie à 35 citoyens turcs). À l'été 2013, l'armée, l'appareil bureaucratique, l'appareil judiciaire et la presse étaient devenus des instruments au service de l'AKP.
De plus, le jeu électoral est biaisé dans la mesure où l'AKP utilise l'ensemble des services publics pour développer sa propagande. Ainsi, lors des élections locales de mars 2014 :
- sous ordre des préfets de la république, les véhicules des services de l’État sont réquisitionnés pour assurer des navettes alimentant les meetings de l'AKP[15],
- sur les chaines publiques TRT, l'AKP comptabilise neuf fois plus de temps de parole que l'ensemble de l'opposition (CHP, MHP et BDP)[16].

Les médias proches du pouvoir alimentent une atmosphère de haine et de lynchage envers la presse indépendante. Ainsi le 1er octobre 2015, Ahmet Hakan journaliste formé dans un lycée İmam hatip est tabassé par des militants de l'AKP.
En octobre 2015, le corps sans vie d’un militant kurde est traîné par un véhicule de police dans la ville de Sirnak alors que des policiers continuent de l’insulter.
En novembre 2015, Can Dündar éditorialiste du quotidien Cumhuriyet et lauréat du Prix Reporters sans frontières est emprisonné pour des révélations sur des livraisons d’armes aux rebelles syriens. Fin décembre 2015 Can Dündar rédige le texte intitulé À l’Humanité dans lequel il expose les raisons de son emprisonnement.

## Évaluations étrangères

### The Economist Group
The Economist Group mène des travaux pour classer les pays en fonction de leur régime politique. Quatre types de régimes sont définis :
- les démocraties
- les démocraties imparfaites
- les régimes hybrides
- les régimes autoritaires

Selon The Economist Group, en 2011, l'Indice de démocratie de la Turquie est de 5,73. Au niveau mondial, la Turquie est classée 88e et appartient au groupe de pays dotés d'un régime politique dit « hybride ». La performance démocratique de la Turquie est inférieure à celles de la Norvège (9,8 points), la France (7,7 points), la Pologne (7,12 points), l'Indonésie (6,53 points), le Mali (6,36 points), la Namibie (6,24 points), la Zambie (6,19 points), le Ghana (6,02 points), le Bangladesh (5,86 points) et le Malawi (5,84 points). Cette note globale est la moyenne de 5 évaluations :

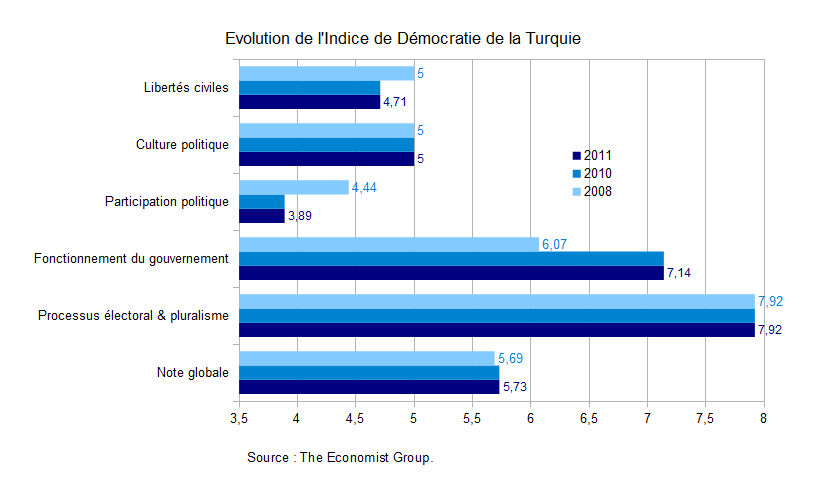
Évolution de l'Indice de démocratie de la Turquie entre 2008 et 2011

1. le « processus électoral et le pluralisme». Les critères pris en compte dans ce volet sont la tenue d'élections libres et la formation libre de partis politiques. La Turquie obtient une note relativement bonne (7,92 points[7]) et est classée 70e au niveau mondial derrière le Danemark (10 points), le Portugal (9,58 points), la France et la Roumanie (9,58 points), la Bulgarie (9,17 points), l'Afrique du Sud (8,75 points), le Ghana (8,33 points) et le Mali (8,25 points).
2. le « fonctionnement du gouvernement ». Les critères pris en compte dans cette partie sont le degré de transparence du gouvernement, le degré de souveraineté du gouvernement (existence ou non de pression militaire ou religieuse) et le degré de corruption. La Turquie obtient une note relativement bonne (7,14 points[7]) et est classée 36e au niveau mondial derrière la Norvège (9,64 points), l'Afrique du Sud (8,21 points), à égalité avec la France (7,14 points) et devant l'Italie (6,43 points), la Roumanie (6,07 points) et la Grèce (5,71 points).
3. la « culture politique ». Les critères pris en compte dans cette section sont le degré de culture politique démocratique, la perception du leadership (autoritaire ou démocratique), la perception du rôle de l'armée, la perception du rôle des technocrates, la perception de la démocratie et de l'ordre public, la perception de la relation démocratie et performances économiques, le degré de séparation du pouvoir temporel (politique) et intemporel (religieux). La Turquie obtient une note moyenne (5 points[7]) et est classée 84e au niveau mondial derrière la Suède (9,38 points), l'Irlande (8,13 points), le Botswana (6,88 points), la Tunisie (6,25 points), la Syrie, l'Algérie et le Sénégal (5,63 points).
4. les « libertés civiles ». Les critères pris en compte dans ce volet sont le degré de liberté des médias, le degré de liberté d'expression et de manifestation, le degré de censure, la liberté ou non de création de syndicats professionnels et salariés, la possibilité de saisie du gouvernement par pétition, l'existence ou non de la torture, le degré d'indépendance de la justice, le degré de tolérance religieuse, l'équité ou non des citoyens devant la loi, la perception des mesures de sécurité, la perception des libertés individuelles, la perception des droits de l'homme, l'existence ou non de discriminations raciales ou religieuses, l'utilisation ou non du thème de l'insécurité pour réduire les libertés individuelles. La Turquie obtient une mauvaise note (4,71 points[7]) et est classée 110e au niveau mondial derrière l'Irlande (10 points), le Chili (9,41 points), le Brésil (9,12 points), la Zambie (7,35 points), le Mali et le Bangladesh (7,06 points), le Liberia (6,18 points), le Pakistan (5,29 points) et la Mauritanie (5 points).
5. la « participation politique ». Les critères pris en compte dans cette partie sont le taux d'abstention, le degré d'autonomie des minorités religieuses et ethniques, la part des femmes au parlement et le degré de participation des citoyens à la vie politique. La Turquie obtient une mauvaise note (3,89 points[7]) et est classée 102e au niveau mondial derrière les Pays-Bas (8,89 points), la Palestine (7,78 points), l’Irak et le Liban (7,22 points), la Tunisie (6,67 points), le Mozambique (5,56 points), l'Égypte (5 points), le Sénégal et le Yémen (4,44 points).

Entre 2008 et 2011, la note globale de la Turquie augmente légèrement (+0,04 points,) passant de 5,69 à 5,73 points. En termes de « fonctionnement du gouvernement » les progrès sont nets (+1,07 points,). En termes de « processus électoral & pluralisme » et de « culture politique » aucun progrès notable n'est constaté (stabilisation). En revanche, la Turquie régresse en termes de « participation politique » (-0,55 points,) et de « libertés civiles » (-0,29 points,). Sur cette période, The Economist Group relève une détérioration des libertés des médias et de la liberté d'expression et encourage les politiciens turcs dans leur projet de rédaction d'une nouvelle constitution civile et démocratique.

#### Relation entre régime politique et développement économique

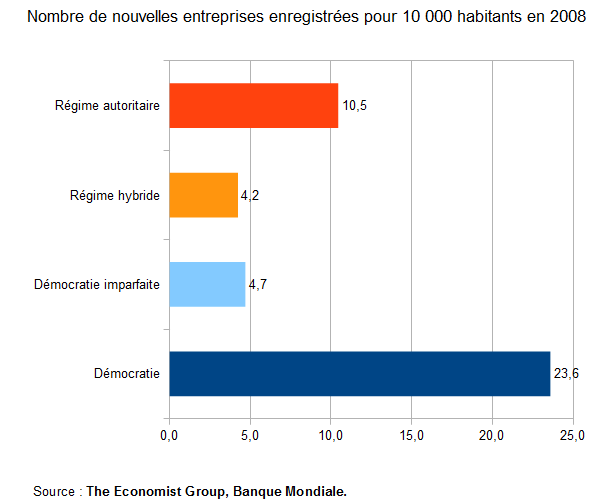
Entrepreneuriat et régime politique

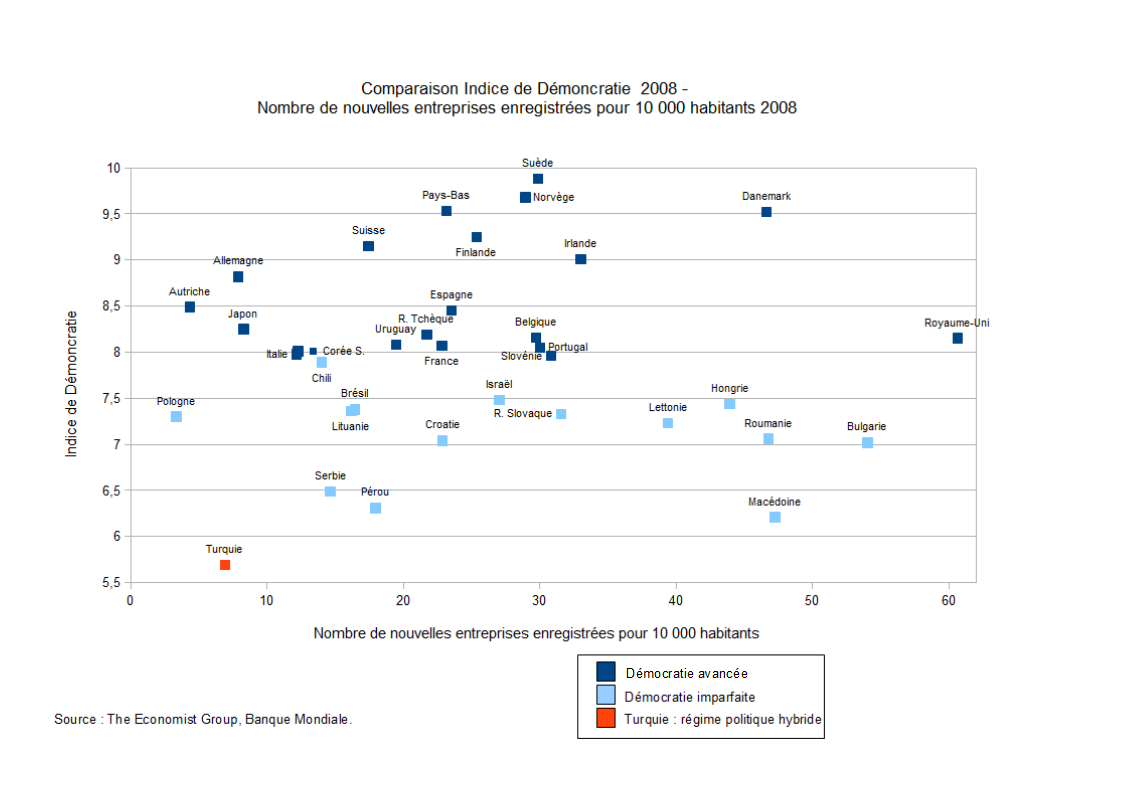
Entrepreneuriat et Indice de démocratie

Le sens de causalité entre démocratie et richesse économique est discutable. Mais au vu des faibles réserves en hydrocarbures de la Turquie et des objectifs qu'elle s'est fixés pour 2023 (industrie de haute technologie et intégration à l'Union Européenne) le développement de la démocratie turque est une nécessité pour :
- stabiliser politiquement et socialement le pays
- libérer les idées et donc développer la créativité intellectuelle et donc technologique dont la Turquie a besoin pour produire et exporter des produits à forte valeur ajoutée
- développer l'entrepreneuriat pour augmenter le nombre d'entreprises et pourvoir des emplois à sa population croissante. En 2008, le régime politique le plus favorable à la création d'entreprise est la démocratie avancée. En moyenne une démocratie avancée crée 26,6 entreprises nouvelle pour 10 000 habitants [22],[23], soit 5 fois plus que les démocraties imparfaites, 5,6 fois plus que les régimes hybrides et 2,3 fois plus que les régimes autoritaires.

### Freedom House

État des libertés rapport de Freedom House, 2010
Fonctionnement démocratique (89)
Partiellement démocratique (62)
Non démocratique (42)

Freedom House produit une enquête mondiale annuelle qui évalue l'état de la liberté mondiale telle qu'elle est vécue par les individus. L'enquête mesure la liberté (c'est-à-dire la possibilité d'agir spontanément dans une variété de domaines qui échappent au contrôle du gouvernement et d'autres centres de domination potentielle) selon deux grandes catégories:
- les droits politiques : ils permettent aux citoyens de participer librement au processus politique, y compris le droit de voter librement pour des alternatives distinctes aux élections, de briguer des fonctions officielles, dans des partis politiques et des organisations, et d'élire des représentants qui ont un impact décisif sur les politiques publiques et sont responsables devant leur électorat
- les libertés civiles : elles regroupent les libertés d'expression et de croyance, la liberté d'association et d'organisation, la primauté du droit, et de l'autonomie personnelle sans ingérence de l'État.

L'enquête ne note pas les gouvernements ou leurs performances, mais plutôt les droits de l'homme dans le monde réel et les libertés dont jouissent les individus.
En 2012, Freedom House qualifie la Turquie de pays « partiellement démocratique », au même titre que la Maroc, le Pakistan, la Colombie, le Venezuela, le Nigeria, le Mozambique, Madagascar, la Tanzanie, le Bangladesh, le Sénégal et l'Ouganda. Le rapport s'inquiète de la tendance autoritaire du pouvoir politique à travers la mise en examen de politiciens et de journalistes.

## Évaluations par des acteurs locaux ou des organismes dont la Turquie est membre ou associée

### Organisation pour la sécurité et la coopération en Europe (OSCE)
La Turquie est un pays membre fondateur de l'OSCE (1973). Selon l'OSCE, au cours de l'année 2012, le nombre de journalistes emprisonnés a presque doublé en Turquie passant de 57 à 95 (record mondial). Les principaux points soulignés par l'OSCE dans cette note sont :
- La plupart des journalistes sont en prison sur la base des lois suivantes :
  - la loi anti-terreur de la Turquie (également connu sous le nom Terörle Mücadele Yasası, TMY), Articles 5 et 7 relatifs aux articles du Code pénal,
  - le Code pénal de la Turquie (aussi connu comme Türk Ceza Kanunu, TCK), l'article 314 portant sur l'organisation, le commandement ou la participation à une organisation armée.
- Les tribunaux imposent souvent des peines de prison extrêmement longues. La plus longue condamnation est de 166 années[26] d'emprisonnement et la peine de prison la plus longue demandée à l'encontre d'un journaliste est de 3 000 ans[26].
- Les tribunaux n'ont pas tendance à accorder la libération avant le procès des accusés. Il est à craindre que les arrestations et longues détentions provisoires sont utilisées comme une forme d'intimidation. Sur la base des informations publiques disponibles, seulement sept journalistes étaient accusés en liberté provisoire: en février et mars 2012, sept journalistes ont été mis en liberté provisoire, l'un d'eux pour raison de santé.
- La détention provisoire reste très longue. Dans certains cas, les journalistes sont détenus en prison pendant trois ans et sont toujours en attente de procès. Certains journalistes ont été emprisonnés pendant plus de cinq ans alors que leur procès est en cours.
- Les journalistes font souvent face à plusieurs procès et sont souvent condamnés pour diverses infractions. Un journaliste fait face à 150 cas de procédures judiciaires.
- Les médias qui rendent compte des questions sensibles (y compris le terrorisme ou activités anti-gouvernementales) sont souvent considérés par les autorités comme les organes de publication des organisations illégales. Les tribunaux considèrent souvent qu'évoquer ces sujets revient à les soutenir.
- La réforme des lois citées n'a pas eu lieu, malgré les déclarations faites par les autorités sur la nécessité de telles réformes. Non seulement les lois doivent être réformées, mais leur mise en œuvre aussi. Dans la pratique, l'interprétation des lois par les tribunaux est variée et des tribunaux se prononcent différemment pour le même type de mise en examen.

### Union Européenne: rapport de la Commission Européenne sur la Turquie en 2012
La Turquie est un pays candidat et associé de l'Union européenne.

Chaque année, la Commission européenne rédige un rapport sur les progrès réalisés par la Turquie en matière de réformes politiques.
En 2012, ce rapport note que « les travaux visant à rédiger une nouvelle Constitution ont débuté dans le cadre d'un processus relativement démocratique et participatif. Le fait que la Turquie n'ait réalisé aucun progrès sensible dans la mise en œuvre intégrale des critères politiques suscite toutefois des inquiétudes croissantes. La situation au regard du respect des droits fondamentaux continue d'être la cause de vives préoccupations. Cela tient, notamment, à l'application large qui est faite du cadre juridique propre au terrorisme et à la criminalité organisée, à l'origine de violations récurrentes du droit à la liberté et à la sûreté, du droit à un procès équitable et de la liberté d'expression, de réunion et d'association. Alors que les débats se poursuivent sur les sujets considérés comme sensibles, comme la question arménienne ou le rôle de l'armée, les restrictions imposées dans la pratique à la liberté des médias et le grand nombre de procédures judiciaires dont font l'objet des écrivains et des journalistes demeurent des problèmes graves. La résultante en est une autocensure généralisée ».
1. démocratie et l'État de droit: « des mesures positives ont été prises sous forme d'une participation aux travaux sur une nouvelle Constitution, mais le processus législatif a globalement souffert d'un manque récurrent de consultation. Les enquêtes sur les projets présumés de coups d'État, qui représentaient pour le pays l'occasion de renforcer la confiance dans le bon fonctionnement de ses institutions démocratiques et dans l'État de droit, ont pâti de doutes sérieux quant à leur portée et aux lacunes des procédures judiciaires. La question kurde demeure un défi de taille pour la démocratie turque; l'ouverture démocratique de 2009, qui visait notamment à trouver une solution à la question kurde, n'a pas été suivie d'effets. Les autorités locales du sud-est du pays ont souffert de la détention d'un grand nombre de responsables politiques locaux. On a assisté à une recrudescence des attaques terroristes du PKK"[27].
  - contrôle civil des forces de sécurité : « Le contrôle civil des forces de sécurité a encore été consolidé. L'introduction d'un contrôle parlementaire du budget de la défense a constitué une évolution positive, même s'il demeure d'une portée restreinte. L’état-major a généralement évité d'exercer une pression directe ou indirecte sur les questions à caractère politique. Plusieurs mesures symboliques ont été prises pour démocratiser davantage les relations entre civils et militaires. Des réformes supplémentaires doivent être engagées, notamment celle du système judiciaire militaire et du contrôle civil de la gendarmerie ».
  - domaine judiciaire : « Des progrès ont été réalisés dans le domaine judiciaire à la suite de l'adoption du troisième train de réformes judiciaires, qui introduit un certain nombre d'améliorations dans le système de la justice pénale turque, dont l'assouplissement des restrictions imposées aux médias quant à la possibilité de rendre compte des enquêtes pénales et la suppression de la disposition permettant au procureur d'interdire certaines publications. Un certain nombre de personnes en détention préventive ont été libérées à la suite de l'entrée en vigueur des changements d'ordre juridique. Toutefois, les réformes juridiques n'ont pu remédier aux principales défaillances à l'origine des condamnations, sans cesse renouvelées, de la Turquie par la Cour européenne des droits de l'homme. Les répercussions et la durée anormalement longue de la détention préventive demeurent un problème grave. Des mesures supplémentaires doivent être prises en ce qui concerne l'indépendance, l'impartialité et l'efficacité du système judiciaire, notamment au regard du système de la justice pénale et du nombre considérable d'affaires criminelles graves en suspens. D'autres mesures sont également nécessaires pour accroître le taux de participation des femmes au système judiciaire. La stratégie de réforme judiciaire doit être revue en y associant l'ensemble des parties intéressées, dont la communauté judiciaire et la société civile turques »[27].Commission européenne

Commission européenne

2. droits de l'homme et la protection des minorités: « des efforts importants doivent être consentis dans la plupart des domaines, en particulier en ce qui concerne la liberté d'expression, la liberté de réunion et d'association et la liberté de culte »[27].
  - respect du droit international en matière de droits de l’homme : « Bien que des progrès aient été réalisés au regard du respect du droit international en matière de droits de l’homme, les réformes de fond visant à renforcer les structures dans ce domaine demeurent exceptionnelles et le nombre élevé de procédures pénales lancées à l’encontre de défenseurs des droits de l’homme est préoccupant »[27].
  - torture et mauvais traitements : « la tendance à la baisse des cas de torture et de mauvais traitements observés dans les lieux de détention s'est confirmée. Toutefois, le recours excessif à la force reste préoccupant et seuls de timides progrès ont été constatés dans la lutte contre l'impunité. Nombre de procédures judiciaires sont en attente de traitement, la priorité étant donnée aux demandes reconventionnelles déposées par les forces de sécurité »[27].
  - liberté d'expression : « à la suite de l'adoption du troisième train de réformes judiciaires, un grand nombre de journalistes ont été libérés dans l'attente de leur procès, les restrictions imposées aux médias concernant la publication d'informations sur les enquêtes pénales ont été assouplies et la saisie de documents écrits avant publication a été interdite. Toutefois, l'accroissement des violations de la liberté d'expression suscite de graves inquiétudes et la liberté des médias demeure limitée dans la pratique. Le cadre juridique, notamment en ce qui concerne la criminalité organisée et le terrorisme, et l'interprétation qu'en font les juridictions sont sources d'abus. De ce fait, mais en raison également de la forte concentration de médias appartenant à des conglomérats industriels dont les intérêts dépassent largement la libre circulation des informations et des idées, l'autocensure est monnaie courante. La fermeture fréquente de sites web est très préoccupante et il y a lieu de revoir la loi sur l’internet »[27].
  - liberté de réunion et d’association : « alors que les manifestations et actions du 1er mai, telles que la «journée de commémoration du génocide arménien», se sont déroulées dans une atmosphère pacifique, des cas de violence et de recours disproportionné à la force par les forces de sécurité ont été observés lors des manifestations n'ayant pas reçu d'autorisation préalable. Cela a notamment concerné, mais pas uniquement, les manifestations ayant trait à la question kurde. Le droit constitutionnel que constitue la liberté de réunion et d’association est parfois interprété d'une manière par trop restrictive. La loi sur les rassemblements et les manifestations demande à être révisée et les allégations relatives à l'usage excessif de la force par les forces de sécurité doivent faire l'objet d'enquêtes et de poursuites, le cas échéant. Les règles relatives aux appels de fonds demeurent restrictives et facultatives. Aucune avancée n’est à signaler en ce qui concerne la législation sur les partis politiques »[27].
  - liberté de pensée, de conscience et de religion : « Des progrès concernant l'application de la jurisprudence de la Cour européenne des droits de l'homme (CEDH) en matière d'objection de conscience ont été enregistrés. Le dialogue avec les communautés religieuses non musulmanes s'est poursuivi. Toutefois, les personnes appartenant à une religion minoritaire et affichant ou non leur foi ont reçu des menaces de la part d'extrémistes. Il reste encore à établir un cadre juridique conforme à la Convention européenne des droits de l'homme, afin que toutes les communautés religieuses non musulmanes, de même que celle des Alévis, puissent fonctionner sans entraves abusives »[27].
  - respect des droits des femmes et de l'égalité hommes-femmes : « Sur le plan juridique, des progrès ont été notés en ce qui concerne le respect des droits des femmes et de l'égalité hommes-femmes. Le gouvernement a mis au point un plan d'action pour tenter de régler les problèmes mis en exergue dans le rapport du Parlement européen intitulé «Les femmes en Turquie à l'horizon 2020». La loi sur la protection de la famille et la prévention de la violence faite aux femmes vise à protéger de la violence les membres de la famille et les personnes ayant des relations hors mariage. Les procédures prévues en cas d'urgence sont généralement positives, de même que l'exercice de consultation inclusif entrepris par les autorités auprès de la société civile. D'importants efforts sont également nécessaires pour faire de cette nouvelle loi, ainsi que de la législation déjà existante, une réalité politique, sociale et économique. Il convient d'appliquer de façon homogène la législation dans l'ensemble du pays. Les femmes doivent davantage s'impliquer et participer à l'emploi, à l'élaboration des politiques et à la politique elle-même. Une loi sur les césariennes a été adoptée sans préparation ni consultation suffisante de la société civile. Le débat ayant précédé cette loi et un débat similaire sur l'avortement ont été caractérisés par des prises de position engendrant des clivages. La question des mariages précoces et forcés demeure un sujet de grave préoccupation »[27].
  - droit du travail et de droit syndical : « peu de progrès ont été observés ... La législation sur les droits syndicaux des fonctionnaires a été modifiée, sans être pour autant conforme aux normes de l'UE et de l'OIT. Les actions collectives menées par les syndicats font l'objet de nombreuses restrictions »[27].
  - minorités : « L'approche de la Turquie à l'égard des minorités demeure restrictive, même si des représentants des groupes minoritaires, et pas uniquement des minorités officiellement reconnues par la Turquie, ont été invités pour la première fois au Parlement pour y exposer leur avis sur une nouvelle Constitution. Des progrès doivent encore être accomplis afin de parvenir au plein respect et à la protection des langues, de la culture et des droits fondamentaux, conformément aux normes européennes. La Turquie doit adopter une approche globale et consentir de nouveaux efforts pour améliorer la tolérance à l'égard des minorités, garantir leur sécurité et promouvoir leur intégration. Il convient de réviser la législation en vigueur, d'introduire une législation globale de lutte contre la discrimination et de mettre en place des mécanismes de protection ou des instances spécifiques pour lutter contre le racisme, la xénophobie, l'antisémitisme et l'intolérance. Il y a lieu d'appliquer les conventions et pactes en vigueur »[27].
  - Est et Sud-Est : « En ce qui concerne les régions Est et Sud-Est, des débats considérables ont eu lieu sur la question kurde, mais les parties n'ont pas progressé sur la voie d'une solution. Les attaques terroristes se sont intensifiées, de même que les opérations militaires. Toutes les attaques terroristes ont été condamnées par l'UE. La détention de responsables politiques élus et de défenseurs des droits de l’homme suscite des inquiétudes. Lors d'incidents, tels que les massacres de civils à Uludere, il n'a pas été donné suite aux appels lancés aux autorités en vue de la réalisation rapide d'une enquête en bonne et due forme ainsi que de l'ouverture d'une enquête publique transparente. La lumière sur les exécutions extrajudiciaires et les tortures perpétrées dans le sud-est du pays dans les années 1980 et 1990 doit encore être faite dans le cadre strict du droit. Le délai de prescription mettra bientôt un terme aux enquêtes judiciaires non abouties sur les délits passés. Les mines terrestres et le système des surveillants de village demeurent des sujets de préoccupation »[27].

### PEN club international
Le PEN club international est une association d'écrivains internationale, apolitique et non gouvernementale, fondée en 1921 par Catherine Amy Dawson Scott avec l’appui de John Galsworthy. Elle a pour but de « rassembler des écrivains de tous pays attachés aux valeurs de paix, de tolérance et de liberté sans lesquelles la création devient impossible ». PEN International célèbre la littérature et favorise la liberté d’expression. Sa communauté internationale d’écrivains totalise en 2013 plus de 20 000 personnes et se répartit dans plus de 100 pays. PEN International regroupe des personnes qui travaillent avec le monde de l’écrit et de l’oral, et qui pensent que le droit de lire et d’écrire est vital au bien-être d’une communauté.
Ci-joint la lettre mensuelle de John Ralston Saul Président international, aux membres du PEN:
« tout le conseil de direction du PEN Turquie est présentement sous enquête pour insulte à la République turque, au titre de l’article 301. Il y a, nous le savons bien, déjà 70 écrivains en prison en Turquie et un grand nombre d’autres pris dans les tentacules d’une justice trop souvent injuste »...
« Mais il y a quelque chose de particulièrement dérangeant dans l’incident turc, dans un pays qui insiste pour se définir comme une démocratie. Cela se manifeste dans le ton tout à fait neutre et procédurier de l’ouverture de l’enquête contre tout le Conseil de direction, contre huit écrivains bien connus qui ont été élus par d’autres écrivains »...
« Il semble que l’enquête ait été lancée déjà en juin, quand le Conseil s’est prononcé publiquement en faveur du compositeur Fazil Say (coupable d'avoir «publiquement dénigré les valeurs religieuses d'une partie de la population», un délit passible de 18 mois de prison ferme en vertu de l'article 216 du Code pénal turc
La civilisation turque est bien sûr riche et complexe. Il y a bien sûr de nombreuses grandes choses qu’on peut en dire. Mais une telle richesse culturelle et historique ne fait que rendre pire cet affront à la liberté d’expression. Le pays souffre d’un système juridique profondément vicié et d’une application souvent injuste du droit.
Il est avant tout évident qu’aucune loi ne devrait limiter la critique que fait un citoyen de son propre pays. Cela est particulièrement vrai pour les démocraties. Les citoyens – pas les gouvernements – sont les garants de la légitimité de l’État. La santé des États tient à la liberté dont disposent leurs citoyens de prendre la parole et de critiquer même les acquis naturels les plus fondamentaux. Les autorités n’ont aucun droit inné de définir la loyauté ou le patriotisme des citoyens. En démocratie, les autorités sont au service des citoyens et non leur maître.
Voyez à quel point l’État sape sa propre légitimité par de telles lois. Voici les 47 mots de la déclaration du Conseil du PEN turc en défense d’un compagnon artiste:
“En tant que Centre PEN Turquie de l’association internationale du PEN, nous condamnons avec vigueur et constatons avec consternation l’annonce que notre estimé compositeur et pianiste Fazil Say a été convoqué par le tribunal. La communauté internationale a été alertée au sujet de développements fascistes en Turquie”.
Imaginons que nous acceptions l’existence d’une telle loi. Est-ce que ces mots représentent un outrage? Ne s’agit-il pas d’une phrase plutôt normale dans le contexte d’une protestation? Il n’y a pas de norme démocratique internationale selon laquelle de tels mots pourraient être utilisés pour justifier la vindicte d’un système juridique contre un individu ou un groupe. Dans ce cas particulier, on parle de huit écrivains bien connus, qui ont même été récompensés en Turquie et dans d’autres pays pour leur contribution et leur talent. »